# Ranzo
Ranzo – miejscowość i gmina we Włoszech, w regionie Liguria, w prowincji Imperia.
Według danych na rok 2004 gminę zamieszkiwały 532 osoby, 48,4 os./km².